# Eurico de la Peña
Eurico de la Peña Díaz (Santiago de Compostela, 1920 - Madrid, 24 de junio de 1983) fue un abogado y político español. Durante la Guerra de España combatió como piloto de caza en el bando sublevado. Posteriormente se distanciaría de la dictadura franquista, convirtiéndose en opositor a la misma.

## Actividad profesional
Formó parte, junto con Joaquín Ruiz-Giménez, Enrique Tierno Galván, Antonio Pedrol, Manuela Carmena y otros abogados, del grupo de letrados del Colegio de Abogados de Madrid que hizo gestiones con la Santa Sede y con representaciones diplomáticas internacionales para intentar conmutar las condenas a muerte de presos políticos de septiembre de 1975.
Tras la detención y encarcelamiento de Antonio García-Trevijano y otras figuras políticas por la constitución de Coordinación Democrática en marzo de 1976, pidió, en unión de José María de Zavala Castella, secretario general federal del Partido Carlista, declarar ante el Tribunal de Orden Público, lo cual realizó ante el juez Gómez Chaparro el 1 de junio de 1976. En su declaración, De la Peña mostró al juez un artículo de su autoría publicado en la revista Guadiana, en el que expresaba su opinión acerca de lo que era la organización Coordinación Democrática.
En junio de 1976 fue homenajeado, junto con otros abogados que se distinguieron en el ejercicio profesional durante aquel año judicial, por un grupo de letrados de la oposición antifranquista. El acto de homenaje se celebró en el restaurante El Bosque, de Madrid, y en él tomaron la palabra los abogados Leopoldo Torres Boursault, Jaime Gil-Robles y Gil-Delgado y José Miguel Martínez.

## Actividad política
Fue dirigente de la Unión Social Demócrata Española (USDE), partido fundado en 1974 por Dionisio Ridruejo que defendía la ruptura con la dictadura y la conversión de España en una democracia representativa. 
El 7 de mayo de 1977, a las 10 de la noche, dimitió de la presidencia del partido y cursó baja en el mismo, debido, según expresó, a sus diferencia de criterio con parte de los miembros del Comité Ejecutivo. De la Peña defendía la tesis de retirar al partido de la Unión de Centro Democrático, "dado el cariz que ésta tomaba, y que no respondía a las razones que en su día nos aconsejaron nuestra integración en el mismo", tal como manifestó en una carta pública aparecida en el diario El País.  Sostenía de la Peña que los miembros de la junta alegaban que, antes de retirar a la USDE de la UCD, era conveniente esperar a ver cómo se cerraban las listas y los puestos que asignaban en ellas a los miembros de la USDE, dado que consideraban importante tener representantes en las Cámaras legislativas. De la Peña, sin embargo, entendía que los acuerdos de constitución de la Unión de Centro Democrático no estaban siendo respetados, lo que exigía sacar al partido de ella. Además, consideraba que ocupar puestos en las Cámaras era importante, pero "no lo era menos la forma de acceder a ellos", razones por las cuales presentó su dimisión como presidente y abandonó el partido. Tras dejar la USDE, se presentó en La Coruña como candidato a las Cortes en las Elecciones generales de junio de 1977 por el Partido Demócrata Gallego.
El Comité Ejecutivo en pleno de la USDE, por su parte, acusó a De la Peña de presentar su dimisión "sin que mediara comunicación previa ni formalización de la misma ante el comité ejecutivo", como exigían los estatutos del partido. Achacaban tales urgencias a la "finalidad personal" de De la Peña de "presentarse al Senado en la circunscripción de La Coruña, por el Partido Demócrata Gallego —de identificación liberal— porque este partido le había asegurado medios técnicos y económicos para sufragar los gastos de campaña electoral, acompañando en la candidatura a don Ramón País". Por esta razón, señalaron a De la Peña como "tránsfuga", añadiendo que "puede decirse que el señor De la Peña se acostó socialdemócrata y se levantó liberal". Cabe mencionar que en la noche del 8 de mayo, un día después de la dimisión de De la Peña, el Comité Ejecutivo de la USDE comunicó a Leopoldo Calvo Sotelo su retirada de la UCD. En la carta en que comunicaba su salida, la dirección del partido mencionaba que "la USDE defendió, en plena represión del franquismo, el ejercicio de los derechos ciudadanos y la instauración de la democracia, y sigue en esa misma línea".
A comienzos de agosto de 1978 De la Peña expresó su intención de integrarse en el partido Acción Ciudadana Liberal (ACL), presidido por José María de Areilza. Más adelante pasaría a formar parte de Coalición Democrática (CD), siendo candidato al Senado por Lugo en 1979, y finalmente se integraría en Alianza Popular, siendo diputado de la I Asamblea de la Comunidad de Madrid.
Fue presidente de la Unión de Excombatientes de la Guerra de España (UNEX), organización fundada en 1977 que agrupaba a veteranos de guerra de ambos bandos, declarada legal el 4 de diciembre de 1978.
Falleció en la Clínica de la Luz de Madrid, a los 62 años de edad.